# Der Hinkende
Der Hinkende ist ein kurzes Erzählfragment aus dem Nachlass von Ingeborg Bachmann, das erst von den Herausgebern der verwendeten Ausgabe betitelt wurde.

## Inhalt
Ein Behinderter, der in einer Telefonzentrale beschäftigt ist, erzählt, wie er seine Freundin Anna verlor. Seit der Kindheit schon ist das linke Bein des Erzählers viel länger als das rechte. Er weiß gar nicht mehr, wie das damals eigentlich passiert war.
Gern erfindet dieser anonyme Erzähler Lügengeschichten, die sein Missgeschick auf verschiedene Art „erklären“. Zum Beispiel sei er als Kind wohlhabender Eltern auf einer Autofahrt verunglückt.
Anna bewohnt in einem schäbigen Hotel ein Nachbarzimmer des Hinkenden. Er macht sich bei dem Mädchen mit Gelegenheitsreparaturen nützlich und gewinnt seine Zuneigung. Als Anna einen Ausflug vorschlägt, lehnt er mit unbeherrschtem, Mitleid erheischendem Hinweis auf seine Behinderung ab. Das Flunkern kann der Hinkende nicht lassen. So erzählt er Anna von dem Waisenhaus, aus dem er schließlich zum Schauspieler aufgestiegen sei. In einer Hauptrolle habe er aus dem Fenster springen müssen. Dabei sei das mit dem Bein passiert. Als der Hinkende eine fast unglaubliche Tierquälerei aus seinen Kinderjahren zum Besten gibt, hat er Anna so weit, dass sie sich widerstandslos küssen lässt.

## Interpretation
Schneider entdeckt in der vorliegenden psychologischen Konstellation eine Parallele zu Thomas Manns Tobias Mindernickel und registriert, Ingeborg Bachmann überwinde ihre „abstrakt-parabolische“ Schreibweise. Beicken sieht die körperliche Behinderung als Bild für den seelischen Defekt des Protagonisten.

### Textausgaben
Erstveröffentlichung und verwendete Ausgabe
- Der Hinkende. Fragment. S. 76–81 in: Christine Koschel (Hrsg.), Inge von Weidenbaum (Hrsg.), Clemens Münster (Hrsg.): Ingeborg Bachmann. Werke. Zweiter Band: Erzählungen. 609 Seiten. Piper, München 1978 (5. Aufl. 1993), ISBN 3-492-11702-3

### Sekundärliteratur
- Peter Beicken: Ingeborg Bachmann. Beck, München 1988. ISBN 3-406-32277-8 (Beck’sche Reihe: Autorenbücher, Bd. 605)
- Monika Albrecht (Hrsg.), Dirk Göttsche (Hrsg.): Bachmann-Handbuch. Leben – Werk – Wirkung. Metzler, Stuttgart 2002. ISBN 3-476-01810-5